# 蘇門答臘象
蘇門答臘象（Elephas maximus sumatranus）是亞洲象的亞種之一，生活在印度尼西亞蘇門答臘島上。2011年，蘇門答臘象由於在過去75年中數量劇減超過80%而被IUCN列爲極危物種，其主要原因則是栖息地喪失。例如過去25年中有69%的蘇門答臘象栖息地遭到破壞，現存的栖息地面積也不足與支撐其蘇門答臘象種群了。

## 特徵
它比非洲象要小，在亞洲象中也算是最輕的。其肩部高度在2—3.2（6.6—10.5英尺）之間，重量在2,000—4,000（4,400—8,800英磅）之間。

## 外部連結
- WWF: Sumatran elephant （页面存档备份，存于）